# Titularbistum Aureliopolis in Lydia
Das Bistum Aureliopolis in Lydia  (italienisch Diocesi di Aureliopoli di Lidia, lateinisch Dioecesis Aureliopolitana in Lydia) ist ein Titularbistum der römisch-katholischen Kirche.
Es geht zurück auf ein früheres Bistum in der kleinasiatischen Landschaft Lydien im Westen der heutigen Türkei. Das Bistum gehörte der Kirchenprovinz Sardes an.
| Titularbischöfe von Aureliopolis in Lydia |                                                       |                                                                                 |                    |                   |
| Nr.                                       | Name                                                  | Amt                                                                             | von                | bis               |
| 1                                         | Mateusz Lipski                                        | Weihbischof in Mahiljou (Weißrussland)                                          | 24. November 1823  | 28. Februar 1831  |
| 2                                         | Franz Anton Gindl                                     | Weihbischof in Olmütz (Tschechien)                                              | 30. September 1831 | 2. Juli 1832      |
| 3                                         | Anton Ernst Graf von Schaffgotsch                     | Weihbischof in Olmütz (Tschechien)                                              | 11. Juli 1839      | 27. Januar 1842   |
| 4                                         | John Francis Whelan OCD (John Francis William Whelan) | Apostolischer Koadjutorvikar von Bombay Apostolischer Vikar von Bombay (Indien) | 7. Juni 1842       | 13. Dezember 1876 |
| 5                                         | Jean-Pierre-Ignace Galfione OFMCap                    | Apostolischer Vikar der Seychellen (Seychellen)                                 | 31. August 1880    | 19. Dezember 1881 |
| 6                                         | Joseph Colgan                                         | Apostolischer Vikar von Madras (Indien)                                         | 19. Mai 1882       | 25. November 1886 |
| 7                                         | Edward Likowski                                       | Weihbischof in Gnesen-Posen (Deutschland)                                       | 17. März 1887      | 13. August 1914   |
| 8                                         | Hubert-Olivier Chalifoux                              | Weihbischof in Sherbrooke (Kanada)                                              | 30. September 1914 | 17. März 1922     |
| 9                                         | João de Oliveira Matos Ferreira                       | Weihbischof in Guarda (Portugal)                                                | 11. Dezember 1922  | 29. August 1962   |
| 10                                        | Salvatore Asta Titularerzbischof pro hac vice         | Apostolischer Nuntius                                                           | 13. Oktober 1962   | 30. Dezember 2004 |